# Peter David Gregory Smith
Peter David Gregory Smith (Battersea, 20 de outubro de 1943 - 6 de março de 2020) foi um clérigo católico romano britânico. Atuou como Bispo de East Anglia (1995–2001), Arcebispo de Cardiff (2001–2010) e Arcebispo de Southwark (2010-2019).

## Formação e sacerdócio
Peter David Smith estudou no Clapham College e obteve o título de bacharel em direito na Universidade de Exeter em 1966. Depois entrou no St John's Seminary, Wonersh, estudando filosofia e teologia. Ele foi ordenado padre pela Diocese de Southwark em 5 de julho de 1972, pelo Arcebispo Cyril Conrad Cowderoy, no Seminário St. John.
Após servir como padre assistente em St Francis, Stockwell (1972 a 1974), Smith completou um doutorado em direito canônico no Angelicum em Roma, em 1977, e ao retornar se tornou professor de direito no Seminário de St John, Wonersh. Ao mesmo tempo, ele se tornou um oficial do Tribunal Matrimonial Arquidiocesano de Southwark. Em 1984, foi nomeado Administrador Paroquial em St. Andrew's, Thornton Heath, e no ano seguinte, se tornou Reitor do Seminário St. John's, onde permaneceu até 1995.

## Episcopado
Em 21 de março de 1995, foi nomeado segundo Bispo de East Anglia pelo Papa João Paulo II. Ele foi ordenado na Catedral de São João Batista, em Norwich, em 27 de maio de 1995, pelo Arcebispo de Westminster Basil Cardeal Hume; os principais co-consagradores foram o arcebispo de Southwark Michael George Bowen e o bispo emérito de East Anglia Alan Charles Clark.
Na Conferência Episcopal, ele atuou como Presidente do Comitê para o Casamento e a Vida Familiar. Também foi um dos oito membros do Nolan Review, um grupo de reflexão que realizou um estudo aprofundado sobre as práticas de proteção infantil diante de abusos sexuais na Igreja Católica na Inglaterra e no País de Gales.
João Paulo II o nomeou arcebispo de Cardiff em 26 de outubro de 2001. Smith sucedeu Monsenhor John Aloysius Ward, que foi acusado de não ter tratado cuidadosamente os casos de dois padres acusados de abuso sexual. Em relação a esses casos, Smith afirmou que "queria ajudar as pessoas a curar suas feridas e levá-las à cura". O novo arcebispo se comprometeu a implementar as diretrizes do Nolan Review em sua nova diocese e estabeleceu uma equipe de proteção à criança em colaboração com a polícia. Citando também o exemplo do Papa João Paulo II, ele disse que lhe parecia apropriado que os jovens fizessem experiências de vida no mundo antes de se comprometerem com o sacerdócio e se dedicarem ao celibato.
Em 30 de abril de 2010, o Papa Bento XVI o nomeou décimo Arcebispo de Southwark, sucedendo o Arcebispo Kevin McDonald. Naquele momento, Monsenhor Smith era vice-presidente da Conferência Episcopal Católica da Inglaterra e País de Gales e presidente do Departamento de Responsabilidade Cristã e Cidadania da mesma Conferência. Sua posse ocorreu em 10 de junho do mesmo ano, na Catedral de St George em Southwark.
Em 2010, Smith foi nomeado Grande Oficial da Ordem Equestre do Santo Sepulcro de Jerusalém pelo Cardeal Grão-Mestre John Patrick Cardeal Foley e investido na Ordem Papal Leiga.[carece de fontes?]
Em março de 2015, Monsenhor Smith foi ouvido no Tribunal da Coroa de Southwark como um dos dois bispos responsáveis por permitir que Antony McSweeney fosse nomeado padre na diocese de East Anglia após um incidente em 1998, no qual uma governanta encontrou o que ela disse serem imagens pornográficas na casa do padre. O incidente foi considerado como de disciplina clerical e Smith não o relatou à polícia. McSweeney foi posteriormente preso por abusar de meninos no orfanato Grafton House entre 1978 e 1981.
Smith também atuou como Administrador Apostólico da Diocese de Arundel e Brighton durante a vacância da Sé de 4 de outubro de 2014 a 28 de maio de 2015. Outras responsabilidades que o Arcebispo Peter ocupou durante seu ministério incluem a de Presidente da Sociedade Católica da Verdade, de 1993 a 2007; Presidente do Departamento de Responsabilidade Cristã e Cidadania da Conferência Episcopal Católica da Inglaterra e País de Gales, de 1998 a 2019; e Presidente do Comitê Consultivo Religioso Central da BBC e da Comissão Independente de Televisão, de 2001 a 2004. Em 2002, foi nomeado Subprelado e Capelão da Venerável Ordem de São João; recebeu bolsas honorárias do St. Edmund's College, Cambridge, em 1997, da Universidade do País de Gales, em 2004, e da Universidade de Cardiff, em 2006.
O Papa Francisco aceitou sua aposentadoria em 10 de junho de 2019. Ele foi nomeado Administrador Apostólico de Southwark no mesmo dia para supervisionar o período de transição até a posse de seu sucessor, o Arcebispo John Wilson, em 25 de julho de 2019.
O Arcebispo-emérito Peter Smith faleceu no Hospital Royal Marsden, em Chelsea, apenas algumas semanas após ser diagnosticado com câncer, e foi sepultado na Cripta da Catedral de São Jorge, em Southwark.

## Opiniões

### Eutanásia
Em dezembro de 2004, Monsenhor Smith interveio no debate parlamentar sobre a introdução do testamento vital, uma ferramenta por meio da qual uma pessoa pode decidir antecipadamente quais ações tomar em caso de uma doença que a torne incapaz de tomar decisões. O projeto de lei também incluía a possibilidade de dar a alguém uma procuração para tomar esse tipo de decisão. O arcebispo se opôs a isso, temendo, por um lado, que isso permitisse a introdução indireta da eutanásia por meio da suspensão dos cuidados básicos e, por outro, que decisões tomadas por procuração pudessem ser prejudiciais ao paciente. O debate parlamentar foi acalorado e o Lord Chanceler Charles Falconer garantiu ao Arcebispo que o Governo não pretendia autorizar um pedido cujo objectivo fosse matar o paciente e pretendia mencionar explicitamente que os pedidos devem ser sempre “no interesse da pessoa”. Smith então declarou que essas precauções poderiam dissipar suas objeções.

### Uniões entre pessoas do mesmo sexo
Em fevereiro de 2011, o Arcebispo Smith se opôs fortemente ao plano do governo de coalizão de David Cameron de permitir uniões entre pessoas do mesmo sexo em locais de culto. Denunciando uma medida que nunca havia sido levada em consideração pelo legislador, o arcebispo sublinhou que nenhuma autoridade, nem civil, nem religiosa, tem o poder de modificar a natureza fundamental do matrimônio, que ele definiu nestes termos:
O casamento não pertence ao Estado, assim como não pertence à Igreja. É uma instituição humana fundamental enraizada na própria natureza humana. É um compromisso vitalício de um homem e uma mulher um com o outro, assinado publicamente para o apoio mútuo dos cônjuges e para a procriação e educação dos filhos.
Durante o debate parlamentar sobre o assunto, em 15 de dezembro, o governo garantiu que os clérigos não deveriam ser forçados a permitir que cerimônias de união civil ocorressem. O Arcebispo Smith disse que estava disposto a acolher o resultado do debate, desde que a interpretação das leis pelos juízes levasse em conta esse tipo de garantia oral.
Em 20 de fevereiro de 2012, o Arcebispo Smith comemorou o lançamento da coalizão pelo casamento, que manteve a definição tradicional de casamento na lei inglesa. Em 16 de março, quando foi anunciado um plano governamental para legalizar o casamento entre pessoas do mesmo sexo, o Arcebispo Smith e o Arcebispo Vincent Nichols, Arcebispo de Westminster, desenvolveram uma resposta da hierarquia católica. Isso tomou a forma de uma carta lida nas 2.500 igrejas católicas do país durante a missa de domingo.

### Liberdade religiosa
Em setembro de 2011, o Arcebispo Smith criticou uma série de decisões judiciais que legitimaram a demissão de cristãos que queriam ver reconhecido seu direito de usar um símbolo religioso (a cruz) ou de exercer seu direito à objeção de consciência. Ele acusou os juízes de interpretar mal as convenções de direitos humanos de uma forma que era muito restritiva para as liberdades individuais. O arcebispo repreendeu particularmente os tribunais por aceitarem que muçulmanos e sikhs pudessem manifestar sua fé por meio de seus trajes ou acessórios e por recusarem isso aos cristãos sob o pretexto de que não é essencial para a prática de sua fé.